# Csillaghalmaz

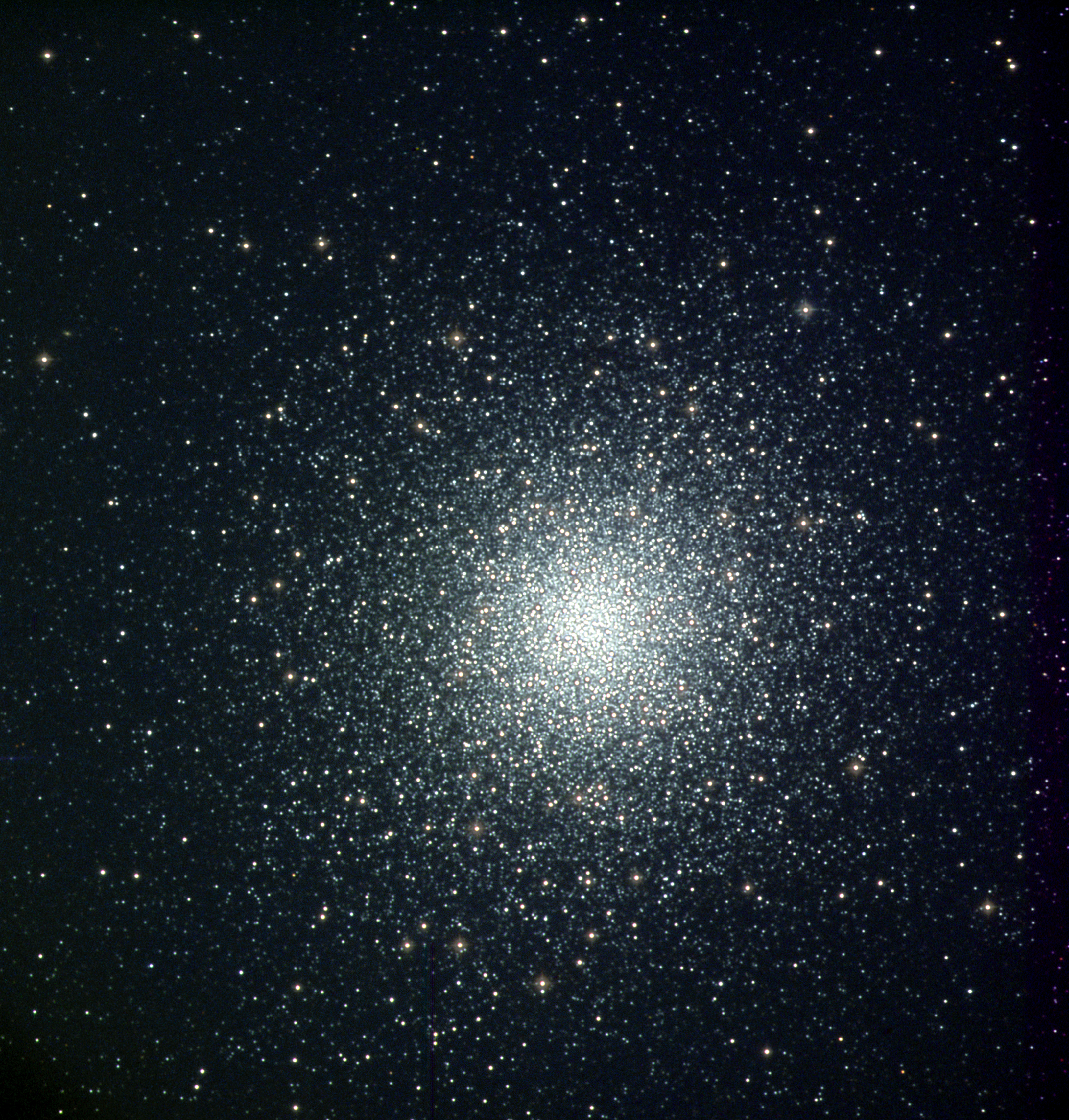
A Messier 92 gömbhalmaz a Hercules csillagképben

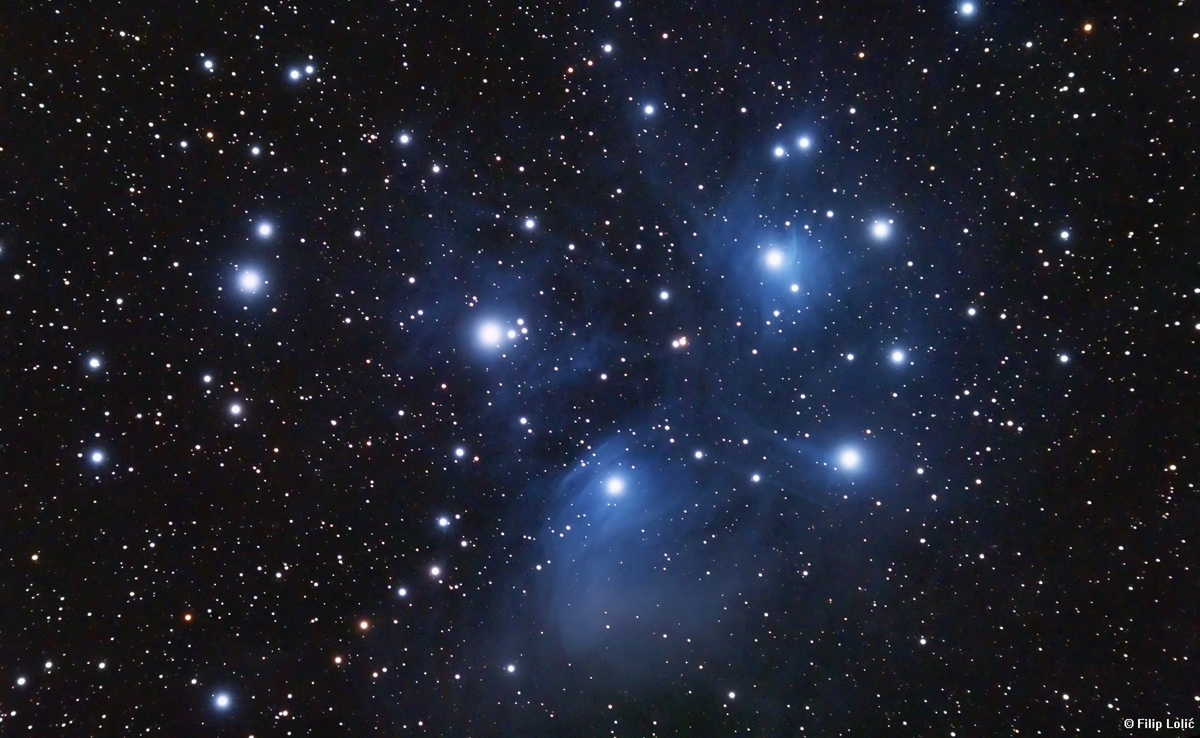
A Plejádok nyílthalmaz a Bika csillagképben

A csillaghalmaz csillagok gravitációsan összetartozó csoportja. Két fő típusa a gömbhalmaz és a nyílthalmaz, ezek számos jellemzőben eltérnek egymástól.
A nyílthalmaz csillagainak száma 100-1000 nagyságrendben van, a csillagok kora kisebb mint 1 milliárd év. Körülbelül 1500 ismert nyílthalmaz van, de számuk elérheti a tízezret is. Mivel kevés csillagot tartalmaz, és a szomszédos csillagok hatására a halmaz fokozatosan „szétesik”, csillagai távolodnak egymástól.
A gömbhalmaz csillagainak száma 104-105 között van, ez 100–300 fényévnyi térségben oszlik el. Nagy össztömege miatt a gömbhalmaz dinamikailag stabil képződmény. Csillagainak kora több mint 10 milliárd év. Körülbelül 150 ismert gömbhalmaz van, de 200-250 lehet belőlük.  Ezek elliptikus pályán keringenek a galaktikus halóban. Tipikus gömbhalmaz a Messier 13, az északi égbolt egyik legismertebb gömbhalmaza. A más galaxisokban előforduló fiatal gömbhalmazok heves csillagkeletkezés során jönnek létre.
Vannak még a „mozgási halmazok” vagy „csillagáramok”, amikben a csillagok sajátmozgása és radiális sebessége nagyjából egyforma. Ilyen az Ursa Maior csillagáram, a Coma Berenices csillagáram (de halmazon kívül is előfordulnak azonos térbeli sebességű csillagok!).
A normális ütemű csillagkeletkezés néhány fényév átmérőjű tartományban 10–10 000 csillagból álló nyílthalmaz kialakulásához vezet.
A csillagközi anyag fényelnyelő hatása miatt a távoli halmazok kimutatására az infravörös tartományban van esély, csakúgy, mint az egymillió évnél fiatalabb halmazokéra, amelyek még be vannak ágyazva a csillagkeletkezési felhő maradványaiba. A csillaghalmazok fontos szerepet töltenek be a csillagfejlődés vizsgálatában és a csillagászati távolságok megállapításában.
A csillaghalmaz távolságát csillagáram parallaxisból, diszperziós parallaxisból, vagy halmazfotometriai parallaxisból állapítják meg.